# Plátno

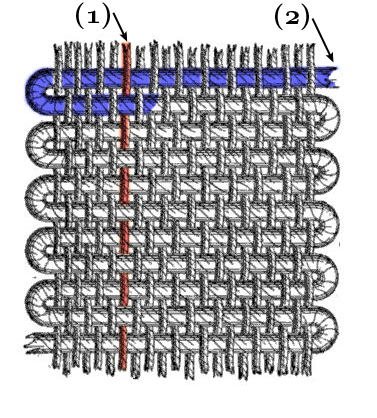
Plátěná vazba (1) – osnova, (2) - útek

Plátno je textilie, tkaná tou nejjednodušší plátěnou vazbou, prostým křížením osnovy a útku.

## Obsah a vlastnosti plátna
Plátno se původně tkalo na jednoduchých nástrojích z ručně předené příze z konopí nebo lnu. Spolu s vývojem výrobní techniky (mechanizace předení a tkaní), nových materiálů (bavlna, umělá vlákna) a přirovnáním českého plátna s tkaninami vyrobenými stejným způsobem v jiných zemích (např. anglický canvas nebo německé Leinwandgewebe se obsah pojmu a způsoby použití plátna značně rozšířily.

## Historie

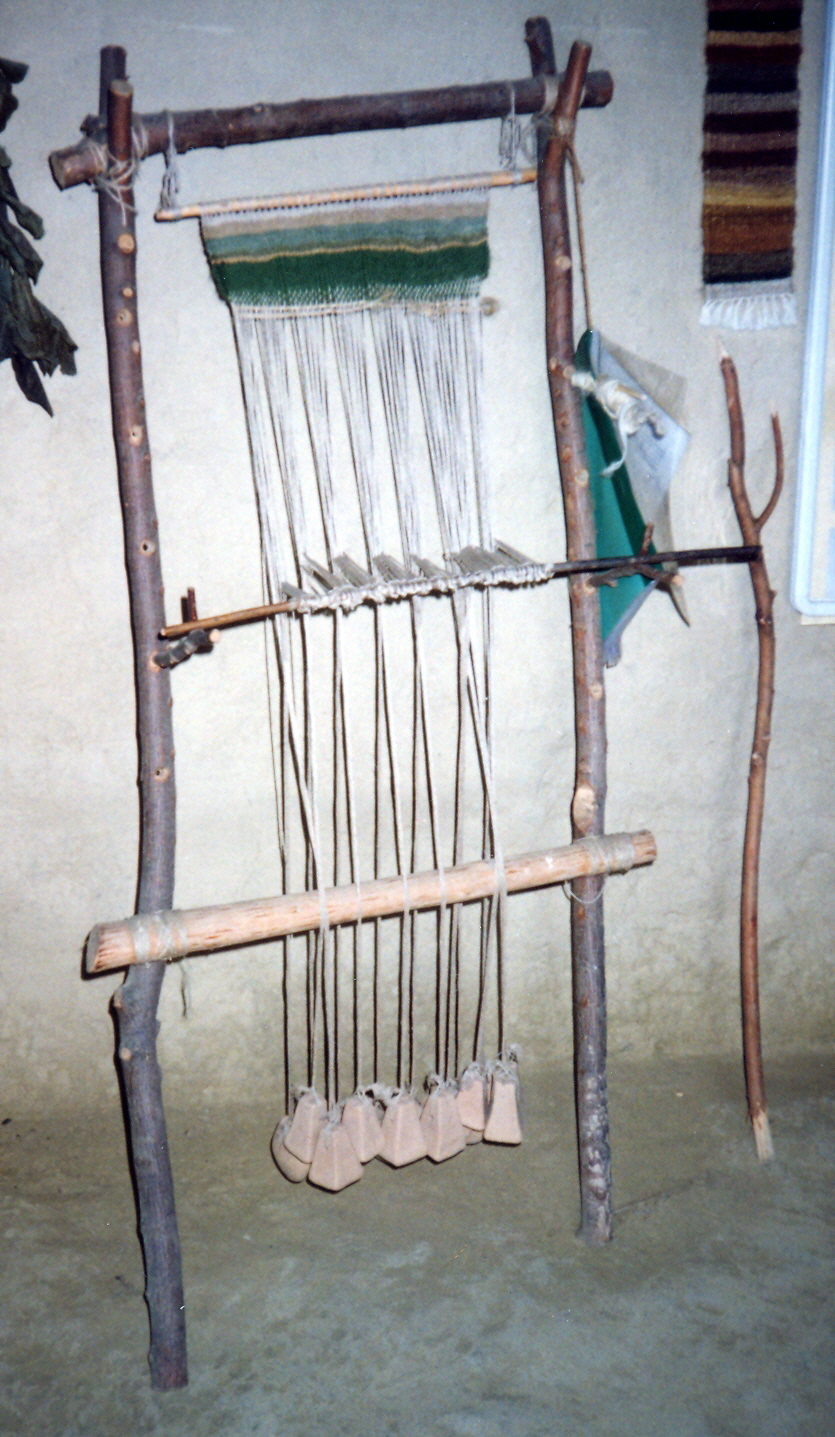
Primitivní tkalcovský stav (Muzeum v Százhalombatta, Maďarsko)

Plátno je jeden z nejstarších druhu tkanin. Např. v Číně se mělo vyrábět podobné zboží (canvas) z konopí už před pěti tisíci lety.
Ve své zprávě o Praze z 10. století zaznamenal Ibráhím ibn Jákúb, že se kousky plátna používaly jako platidlo a sloveso "platit" se patrně odvozuje od plátna.
Ve středověku začali tkalci-pláteníci s řemeslnou výrobou tkanin. Asi od 13. století se pláteníci v Čechách a na Moravě sdružovali v ceších. Koncem 16. století vznikly první plátenické manufaktury, které byly mnohem produktivnější než domáčtí řemeslníci.
Ještě v polovině 19. století se zabývalo v českých zemích plátenictvím (ručním tkaním ze lněné příze vyrobené na kolovratu) asi 350 tisíc lidí, déle však nemohli se svými výrobky konkurovat anglickým (a později také českým) strojně vyrobeným bavlněným plátnům. (Teprve od začátku 19. století se plátno tká také z bavlněné příze). 
V 21. století se plátno vyrábí z bavlny, lýkových i umělých vláken. Plátnová vazba a zpravidla příze s vyšší pevností umožňují použití vysoce produktivní techniky výroby (např. na pneumatických tkacích strojích s vačkovým prošlupem).

## Druhy plátna
K výrobkům a polotovarům, na které se plátno běžně používá se počítají:
lodní plachty, stany, tašky, obuvní svršky, zpevnění kompozitů, různé oděvy a bytové textilie
Ke zvláštním druhům plátna patří:
- batist, jemné lněné plátno;
- kaliko, pevné bavlněné plátno;
- kartoun jemná, často potiskovaná tkanina;
- kanafas, pestře tkané plátno používané převážně na lůžkoviny;
- kreton, hrubší tkanina používaná převážně na dekorace;
- knihařské plátno, silně apretované a barvené nebo reliéfní;
- nepromokavé plátno na stany i pláštěnky, původně apretované fermeží;
- plachtovina ze lnu a konopí (původní džíny od Levi Strausse měly být z konopí[15]);
- pytlovina, hrubé plátno z juty;
- voskované plátno jako náhražka kůže na přikrytí stolů i jiného nábytku; původně se impregnovalo voskem, později fermeží a různými laky.[16]

### Malířské plátno
Malířské plátno je poměrně tuhé, nejčastěji lněné nebo konopné, a předem apretované. Před použitím se musí napnout na dřevěný rám („blindrám“), který se dá vypnout klíny v rozích; někdy se plátno také lepí na desku nebo lepenku. Před použitím se musí natřít klihovým základem s plavenou křídou („šeps“) a případně vybrousit. Někteří moderní malíři malovali na plátno bez základu, jiní používali jako základ například černý asfalt. Proti dříve používaným dřevěným deskám je plátno lehké a dá se i svinout, časem však křehne a restaurátoři je musí nažehlovat na novou podložku.
Nejstarší zachovaný obraz na plátně pochází z roku 1410, ale běžné užívání plátna se prosadilo až začátkem 16. století, společně s olejovou malbou, patrně zásluhou benátských malířů. Předchůdcem je panelové malířství, což je malba na dřevo.

### Pannotypie
Pannotypie je historický fotografický proces, který patří do kategorie přímých pozitivních procesů jako modifikace mokrého kolódiového procesu. Podkladem citlivé vrstvy bylo černé voskované plátno, proti kterému se dal obraz pozorovat v odraženém světle. Světlý negativ se tak při prohlížení proti tmavému pozadí jevil jako pozitiv. Tato technika se pozná podle zvrásněné textury plátna a typických prasklin.

## Galerie pláten

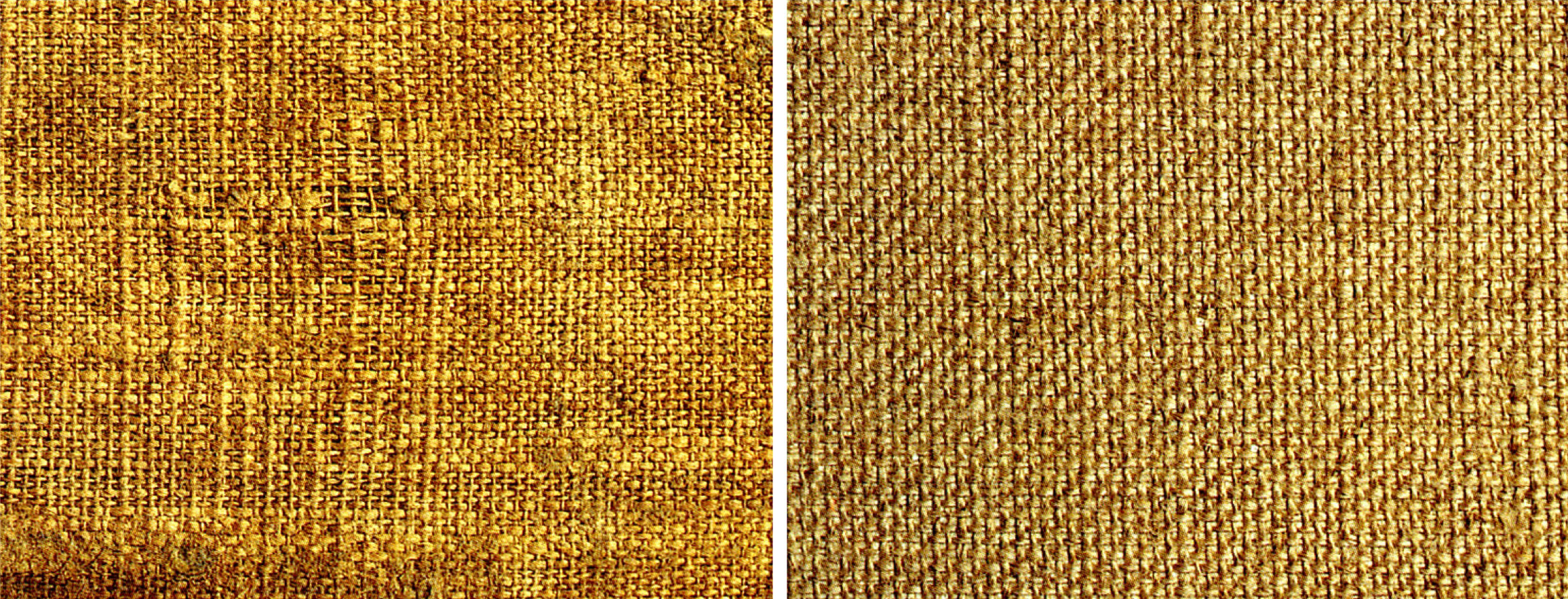
Malířské plátno: vlevo ručně-, vpravo strojně tkané
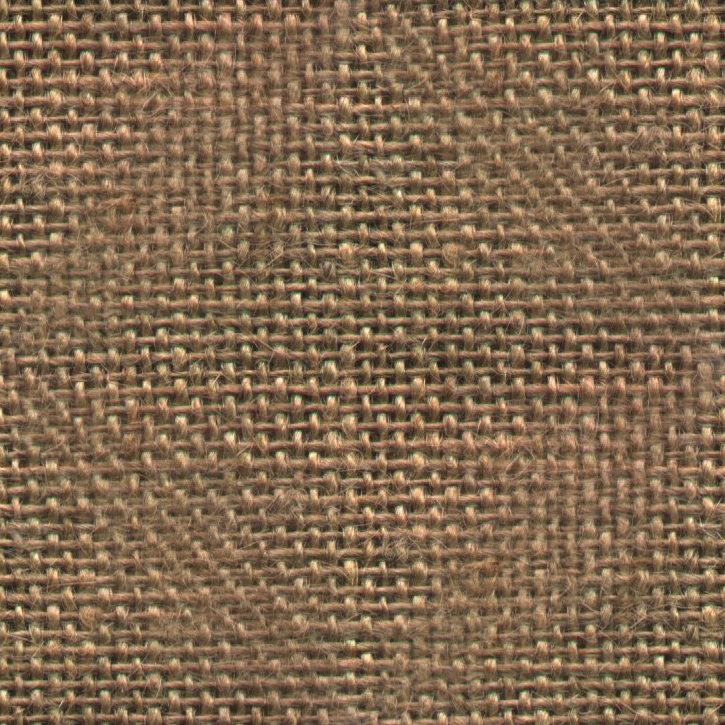
Plátno (hessian) z etalonu jutových tkanin
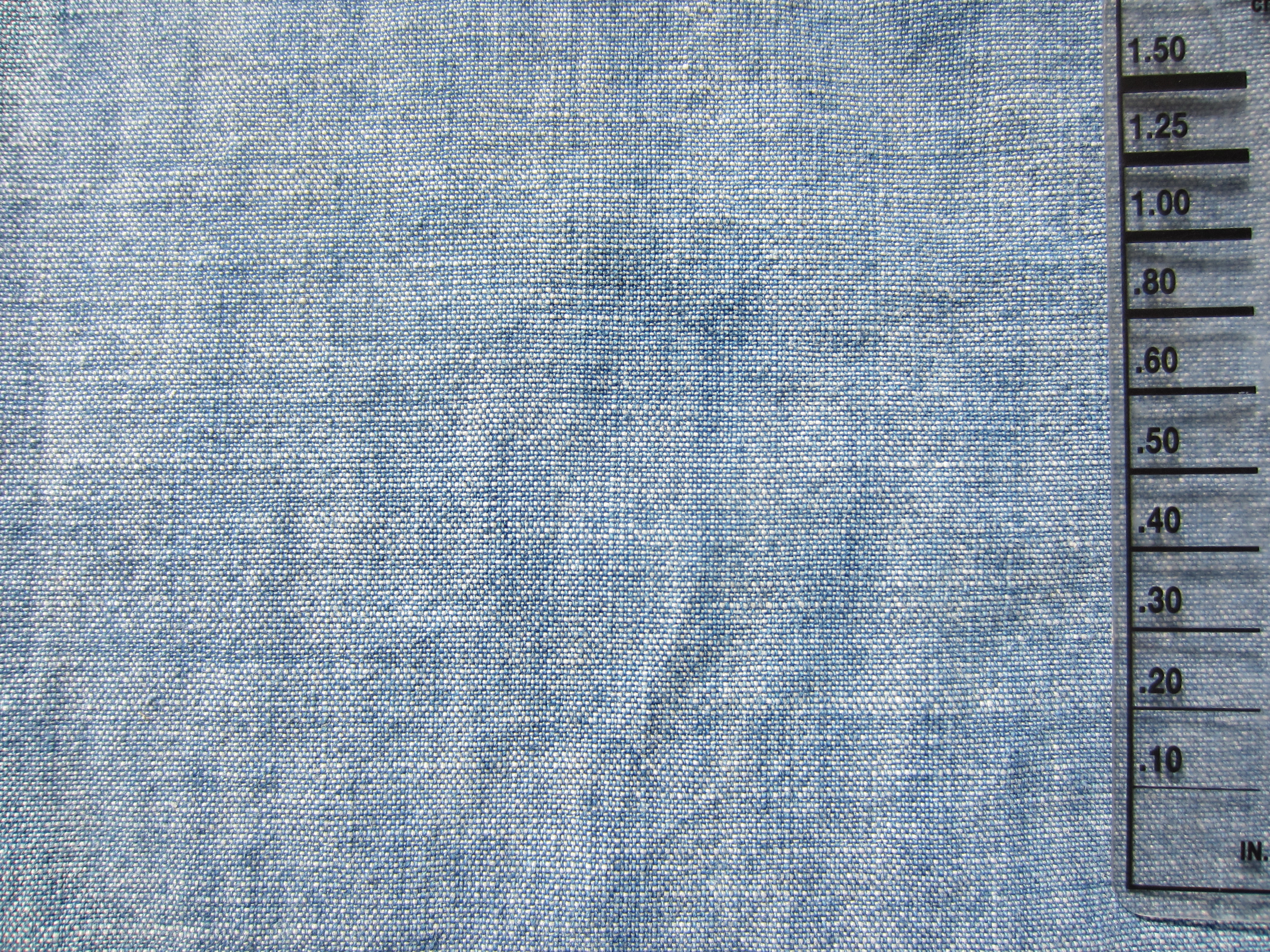
Šambré, jeden z druhů plátna
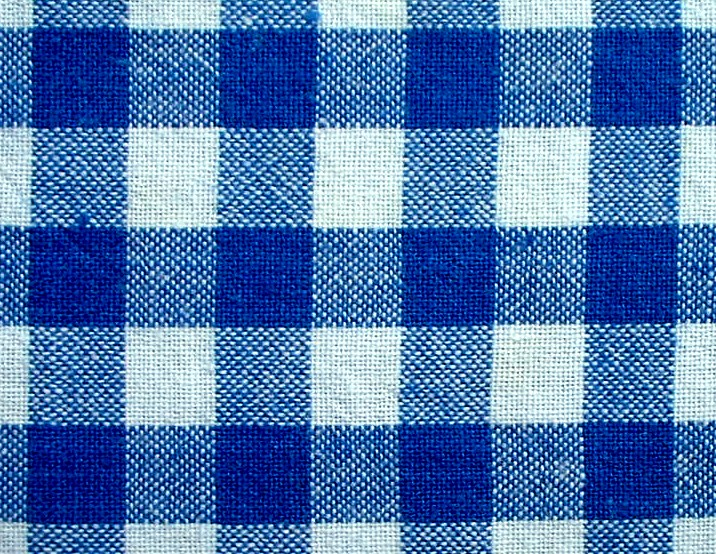
Kanafas - pestře tkané plátno
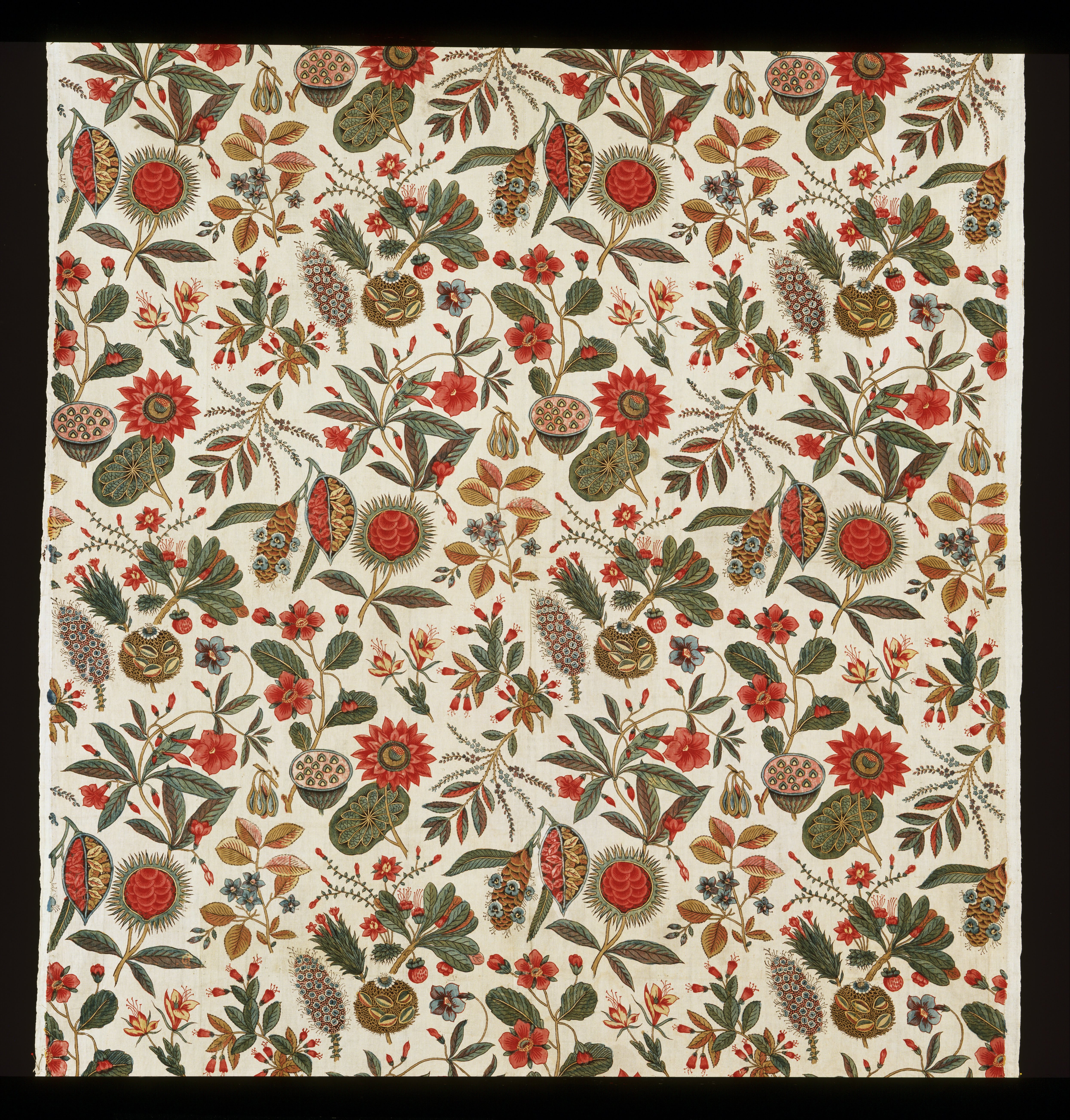
Indienne, ručně potiskované plátno z konce 18. století
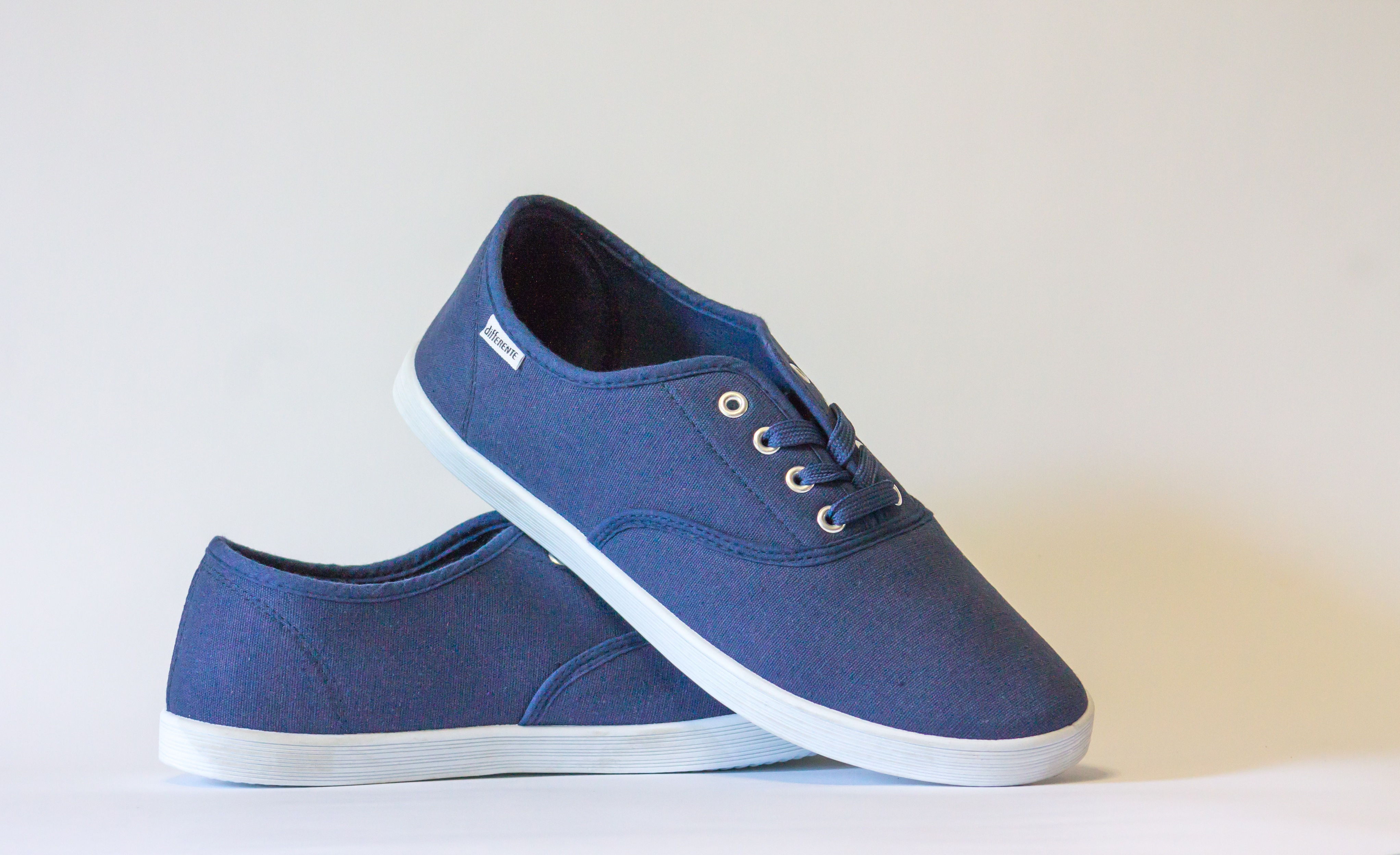
Tenisky s plátěnými svršky
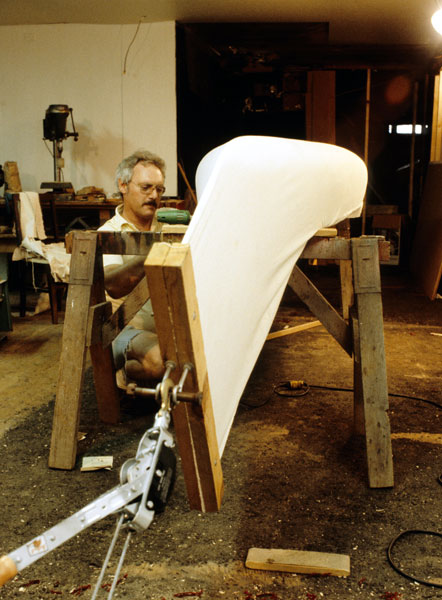
Plátno pro zpevněni kompozitu na stěny kánoe
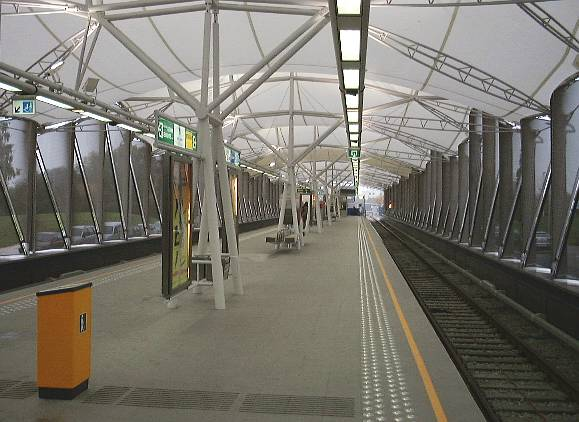
Plátěná střecha na stanici bruselského metra